# Tasas de mortalidad en el siglo XX
La tasa de mortalidad del siglo XX es la razón de muertes comparadas con la población mundial durante el siglo XX. Estas cantidades están más comúnmente expresadas en número de muertes por cada 1000 personas por año. Muchos factores contribuyen a la tasa de mortalidad como las mejoras al sistema de salud pública, lo cual puede disminuir la tasa de muertes.
Según la CIA World Factbook (julio de 2012), la tasa bruta de mortalidad global es de 7,99 muertes/1000 habitantes. La tasa bruta de mortalidad representa el número total de muertes por año por cada mil personas. Relativamente, la tasa bruta de mortalidad en el año 1900 fue de 17,2 muertes/1000 habitantes y 9,6 muertes/1000 habitantes en 1950 en los Estados Unidos.

## Tasas brutas de mortalidad más altas a nivel mundial
CIA – The World Fact Book
| Rango | País                     | Muertes/1000 habitantes |
| ----- | ------------------------ | ----------------------- |
| 1     | Sudáfrica                | 17,23                   |
| 2     | Ucrania                  | 15,76                   |
| 3     | Lesoto                   | 15,18                   |
| 4     | Chad                     | 15,16                   |
| 5     | Guinea-Bisáu             | 15,01                   |
| 6     | República Centroafricana | 14,71                   |
| 7     | Afganistán               | 14,59                   |
| 8     | Somalia                  | 14,55                   |
| 9     | Bulgaria                 | 14,32                   |
| 10    | Suazilandia              | 14,21                   |
| 11    | Rusia                    | 14,10                   |
| 12    | Bielorrusia              | 13,90                   |
| 13    | Malí                     | 13,90                   |
| 14    | Serbia                   | 13,81                   |
| 15    | Estonia                  | 13,60                   |
| 16    | Letonia                  | 13,60                   |
| 17    | Nigeria                  | 13,48                   |
| 18    | Zambia                   | 13,40                   |
| 19    | Níger                    | 13,40                   |
| 20    | Namibia                  | 13,09                   |

## Causas de muerte
Durante el siglo XX en los países desarrollados, la principal causa de muerte pasó de ser por enfermedades infecciosas como la influenza, a ser por enfermedades degenerativas como el cáncer o la diabetes.  En 1900, la principal causa de muerte en los Estados Unidos fue la influenza con 202,2 muertes por cada 100 000 habitantes seguida por la tuberculosis con 194,4 muertes por cada 100 000 habitantes, la cual es una enfermedad curable el día de hoy. A mediados del siglo, en los Estados Unidos, la principal causa de muerte fueron las enfermedades del corazón con 355,5 muertes por cada 100 000 habitantes seguidas por el cáncer con 139,8 muertes por cada 100 000 habitantes. Aunque la tasa de mortalidad disminuyó significativamente en la segunda mitad del siglo, las principales causas de muerte se mantienen constantes.
La población mundial en el siglo XX experimentó una gran cantidad de muertes debido a dos guerras mundiales. La Segunda Guerra Mundial fue responsable por la mayor cantidad de muertes relacionadas con la guerra en la década de 1900 con un total de entre 40 000 000 y 85 000 000 de muertes. Otras guerras predominantes incluyen la Primera Guerra Mundial con hasta 65 000 000 de muertes, la guerra civil rusa con 9 000 000 de muertes, la guerra de Vietnam con 5 000 000 de muertes, la guerra en Afganistán con 2 000 000 de muertes, y la revolución mexicana con 2 000 000.
Está estimado que choques automovilísticos causaron la muerte de alrededor de 60 millones de personas durante el siglo XX.